# Bačko Gradište
Bačko Gradište (izvirno srbsko Бачко Градиште; madžarsko Bácsföldvár) je naselje v Srbiji, ki upravno spada pod Občino Bečej; slednja pa je del Južnobačkega upravnega okraja.

## Demografija
V naselju živi 4215 polnoletnih prebivalcev, pri čemer je njihova povprečna starost 39,1 let (37,0 pri moških in 41,1 pri ženskah). Naselje ima 2029 gospodinjstev, pri čemer je povprečno število članov na gospodinjstvo 2,68.
Prebivalstvo je večinoma nehomogeno, a v času zadnjih treh popisov je opazno zmanjšanje števila prebivalcev.
|  |

| Demografija | Demografija     | Demografija     |
| Leto        | Št. prebivalcev | Št. prebivalcev |
| ----------- | --------------- | --------------- |
|             |                 |                 |
|             |                 |                 |
|             |                 |                 |
|             |                 |                 |
| 1948        | 6512            |                 |
| 1953        | 6178            |                 |
| 1961        | 6106            |                 |
| 1971        | 5986            |                 |
| 1981        | 5764            |                 |
| 1991        | 5625            | 5495            |
| 2002        | 5519            | 5445            |
|             |                 |                 |

| Etnična sestava po popisu iz leta 2002 | Etnična sestava po popisu iz leta 2002 | Etnična sestava po popisu iz leta 2002 | Etnična sestava po popisu iz leta 2002 | Etnična sestava po popisu iz leta 2002 |
| -------------------------------------- | -------------------------------------- | -------------------------------------- | -------------------------------------- | -------------------------------------- |
| Madžari                                | Madžari                                |                                        | 2.519                                  | 46,26%                                 |
| Srbi                                   | Srbi                                   |                                        | 2.417                                  | 44,38%                                 |
| Jugoslovani                            | Jugoslovani                            |                                        | 151                                    | 2,77%                                  |
| Hrvati                                 | Hrvati                                 |                                        | 67                                     | 1,23%                                  |
| Romi                                   | Romi                                   |                                        | 51                                     | 0,93%                                  |
| Črnogorci                              | Črnogorci                              |                                        | 40                                     | 0,73%                                  |
| Muslimani                              | Muslimani                              |                                        | 12                                     | 0,22%                                  |
| Slovaki                                | Slovaki                                |                                        | 3                                      | 0,05%                                  |
| Rusini                                 | Rusini                                 |                                        | 3                                      | 0,05%                                  |
| Bunjevci                               | Bunjevci                               |                                        | 3                                      | 0,05%                                  |
| Slovenci                               | Slovenci                               |                                        | 2                                      | 0,03%                                  |
| Nemci                                  | Nemci                                  |                                        | 2                                      | 0,03%                                  |
| Albanci                                | Albanci                                |                                        | 2                                      | 0,03%                                  |
| Ukrajinci                              | Ukrajinci                              |                                        | 1                                      | 0,01%                                  |
| Makedonci                              | Makedonci                              |                                        | 1                                      | 0,01%                                  |
| Bošnjaki                               | Bošnjaki                               |                                        | 1                                      | 0,01%                                  |
| Neznano                                | Neznano                                |                                        | 84                                     | 1,54%                                  |